# Altocumulus stratiformis

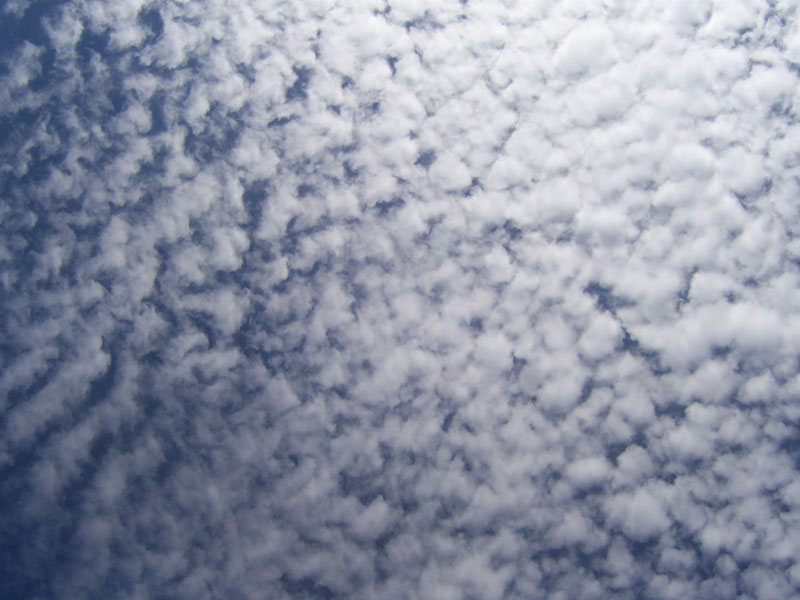
Altocumulus stratiformis

Altocumulus stratiformis – gatunek chmur Altocumulus. Chmury te składają się z członów tworzących rozległą warstwę. Mają one bardzo różnorodne formy, np.: kłaczków, kłębków, równoległych lub podłużnych walców, bochenków chleba, czy  rozległych płatów. Ich ułożenie może być radialne lub nieregularne. Mogą być oddzielone pasami czystego nieba. Powstają także w różny sposób: z powoli rozpadających się chmur Altostratus, lub Nimbostratus, na brzegu rozległej warstwy unoszącego się wilgotnego powietrza, czy wskutek ruchów turbulencyjnych i konwekcyjnych na średnich wysokościach. Ruchy te powodują zafalowania powietrza, przypominające fale na wodzie. Na grzbiecie fali para wodna ulega kondensacji tworząc chmury, a w dolinie reakcja jest odwrotna po czym powstają pasy czystego nieba. Chmury te składają się często albo prawie wyłącznie z kropelek wody, albo z kryształków lodu. Mogą też składać się z ich mieszaniny. Dzięki temu towarzyszą im różne zjawiska optyczne, ich rodzaj zależy od przeważającej w chmurze postaci wody.